# ジャイアント・ベビー
『ジャイアント・ベビー』（Goo Goo Goliath、1954年9月4日）は、アメリカの映画会社のワーナー・ブラザースの短編アニメシリーズ「メリー・メロディーズ」の作品である。

## 製作スタッフ
- 監督　I・フレレング
- 製作　アートデイビスほか
- アニメーション製作　アーサー・デイヴィス、テッド・ボニックソン
- レイアウト　ホーレイ・プラット
- 背景画　アーヴ・ワイナー
- 声優　メル・ブランク、ノーマンネスビット、ビー・ベナデレット
- 音楽　カール・スターリング

## キャスト
| キャラクター   | 原語版             | 現行吹き替え版 |
| -------------- | ------------------ | -------------- |
| パパ           | メル・ブランク     | 藤原啓治       |
| コウノトリ     | メル・ブランク     | 高木渉         |
| コウノトリ社長 | メル・ブランク     | ?              |
| ママ           | ビー・ベナデレット | ?              |
| ナレーション   | ノーマンネスビット | ?              |
| ナレーション   | -                  | 梅津秀行       |